# BR Piscium
BR Piscium eller Gliese 908, är en ensam stjärna i den södra delen av stjärnbilden Fiskarna. Den har en skenbar magnitud av 8,93 – 9,03 och kräver ett mindre teleskop för att kunna observeras. Baserat på parallax enligt Gaia Data Release 3 på ca 169,2 mas, beräknas den befinna sig på ett avstånd på ca 19,3 ljusår (ca 5,9 parsek) från solen. Den rör sig närmare solen med en heliocentrisk radialhastighet på ca -72 km/s.

## Egenskaper
BR Piscium är en röd dvärgstjärna i huvudserien av spektralklass M1 V Fe-1 där suffixet anger ett noterbart underskott av tunga element. Den har en massa som är ca 0,37 solmassa, en radie som är ca 0,39 solradier och har ca 0,022 gånger solens utstrålning av energi från dess fotosfär vid en effektiv temperatur av ca 3 600.

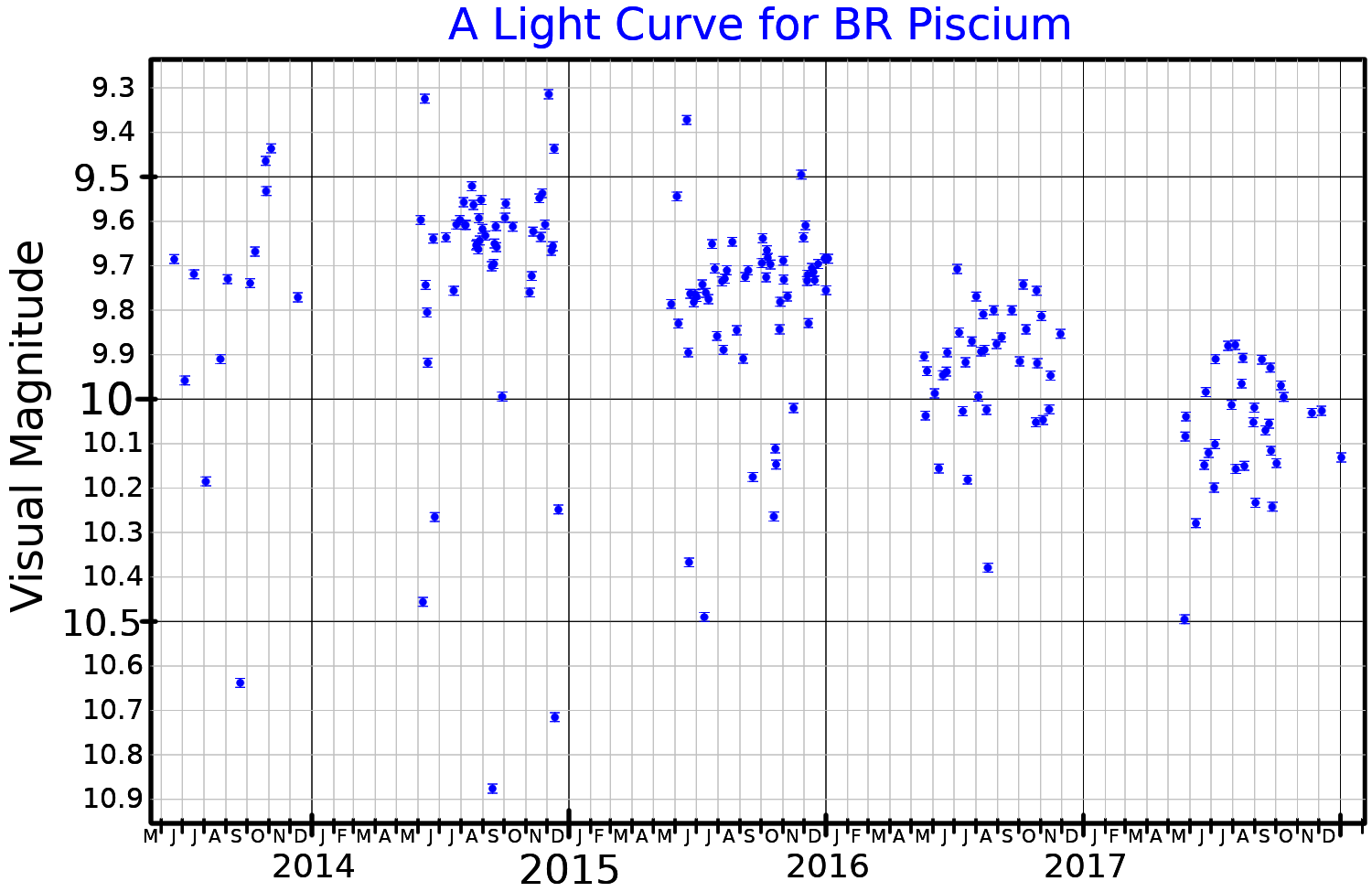
Visuell bandljuskurva för BR Piscium, ritad från ASAS-SN-data.

BR Piscium är en BY Draconis-variabel till följd av stjärnfläckar och varierande kromosfärisk aktivitet. Variationen bekräftades 1994, även om ingen period kunde observeras i dess ljusstyrkeförändringar. Den togs in i General Catalogue of Variable Stars 1997.